# Open Angers Arena Loire
L'Open Angers Arena Loire è un torneo professionistico di tennis giocato sul cemento indoor dell'Arena Loire Trélazé di Angers in Francia dal 2021. Fa parte della categoria WTA 125 dal 2021. Ha come direttore del torneo Nicolas Mahut e come ambasciatrice Pauline Parmentier.
Nel 2022, poco prima dell'edizione annuale, è stato insignito del premio come miglior torneo fra i WTA 125 e 250 giocati in Francia.
La statunitense Alycia Parks è stata finora l'unica tennista a vincere nello stesso anno, 2022, sia il singolare che il doppio.

## Albo d'oro

### Femminile

#### Singolare
| Anno | Categoria | Campionessa        | Finalista          | Punteggio        |
| ---- | --------- | ------------------ | ------------------ | ---------------- |
| 2021 | WTA 125   | Vitalija D'jačenko | Zhang Shuai        | 6–0, 6–4         |
| 2022 | WTA 125   | Alycia Parks (1)   | Anna-Lena Friedsam | 6–4, 4–6, 6–4    |
| 2023 | WTA 125   | Clara Burel        | Chloé Paquet       | 3–6, 6–4, 6–2    |
| 2024 | WTA 125   | Alycia Parks (2)   | Belinda Bencic     | 7-6(4), 3-6, 6-0 |

#### Doppio
| Anno | Categoria | Campionesse                              | Finaliste                               | Punteggio        |
| ---- | --------- | ---------------------------------------- | --------------------------------------- | ---------------- |
| 2021 | WTA 125   | Tereza Mihalíková Greet Minnen           | Monica Niculescu Vera Zvonarëva         | 4–6, 6–1, [10–8] |
| 2022 | WTA 125   | Alycia Parks Zhang Shuai                 | Miriam Kolodziejová Markéta Vondroušová | 6–2, 6–2         |
| 2023 | WTA 125   | Cristina Bucșa Monica Niculescu (1)      | Anna Danilina Aleksandra Panova         | 6–1, 6–3         |
| 2024 | WTA 125   | Monica Niculescu (2) Elena-Gabriela Ruse | Belinda Bencic Céline Naef              | 6-3, 6-4         |